# Жук, Регина
Регина Жук (латыш. Regīna Žuka, 6 декабря 1936 года, Москва) — советский, латвийский и израильский учёный. Доктор наук (Dr.habil.chem), профессор. Иностранный член АН Латвии (2000 г.). Директор департамента медицинской химии. Работает в израильской фирме Rimonyx Pharmaceuticals. Президент медицинской ассоциации Латвии (с 1992 года). Член правления Европейской Медицинской Химической федерации (с 1992 года). Член редколлегии Китайского Фармацевтического журнала (с 1995 года). Автор изобретений: фторафур, в соавторстве с М. Лидакой и С. Гиллером, фуравира, в соавторстве с М. Лидакой и М. Мадрой и ацикловира в соавторстве с М. Лидакой и М. Мадрой. Лауреат Большой медали Академии наук Латвии (2014).
Главные публикации:
- M.Madre, R.Žuka, M.Līdaka. New Prodrugs of Aciclovir with Antiviral Activity. Nucleosides & Nucleotides, 10, 279—282 (1991).
- M.Madre, R.Žuka, M.Līdaka. Purīna nukleozīdu analogi.6. Acikloguanozīna un tā atvasinājumu hlorēšana ar tionilhlorīdu. Heterociklu ķīmijas žurnāls, Nr.5, 671—673 стр., (1992).
- M.Madre, L.Geita, R.Žuka, G.J.Koomens. Purīna nukleozīdu analogi.7.Adenīna, hipoksantīna un guanīna 9-[2-(alkiltio)etoksimetil]atvasinājumi. Chinese Pharmaceutical Journal, 47 (5), pp. 469—481, (1995).